# Toma Barbu Socolescu
Pour les articles homonymes, voir Socolescu.
Toma Gheorghe Barbu Socolescu (né le 10 juillet 1909 à Ploiești, Roumanie et mort le 21 juillet 1977 à Bucarest, Roumanie) est un architecte roumain, fils de Toma T. Socolescu et petit-fils de Toma N. Socolescu. Fonctionnaliste malgré lui, il devra épouser les directives de la Roumanie communiste.

## Biographie

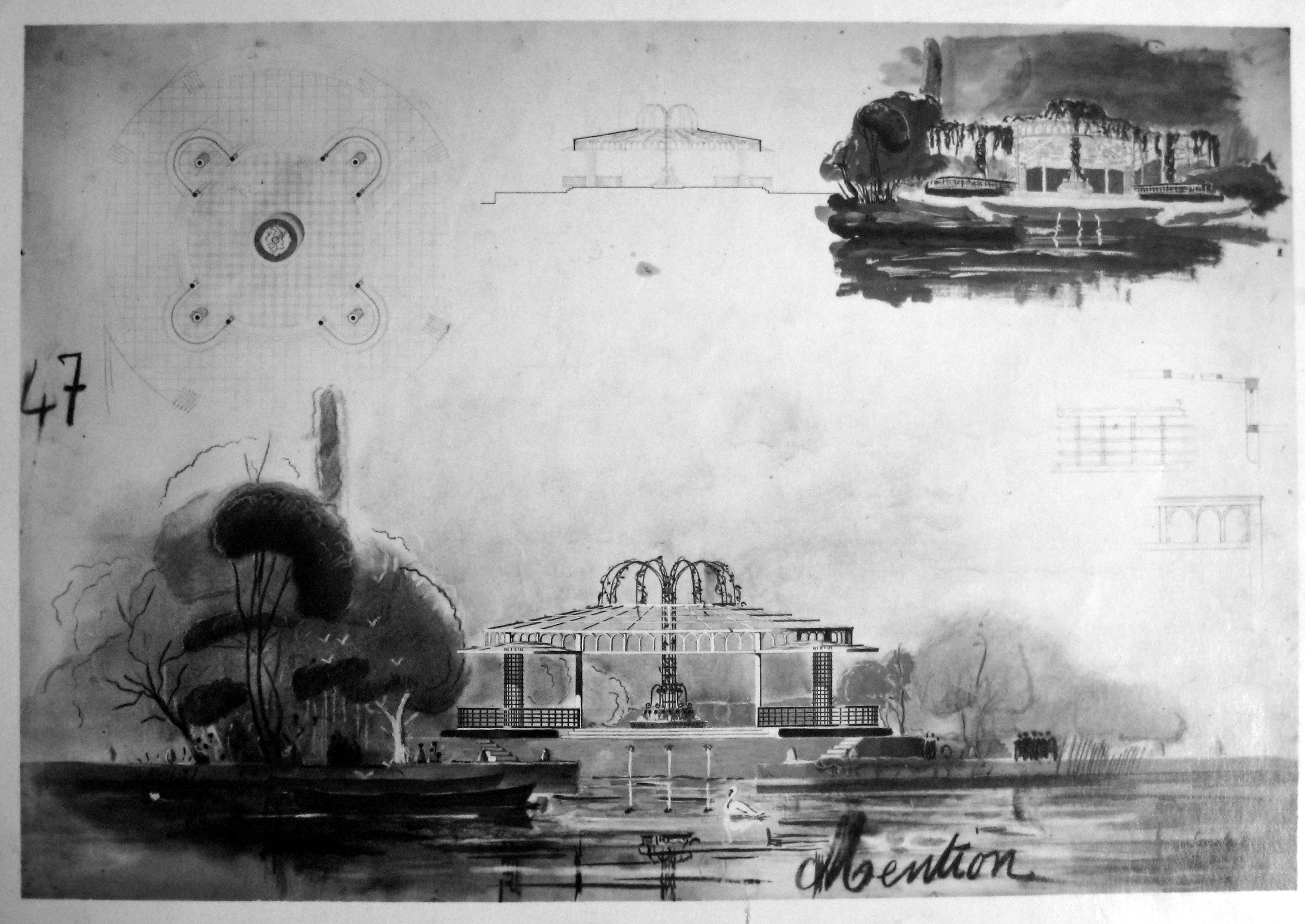
Dessin de Toma Barbu Socolescu (fontaines) - 1re mention au Prix Delaon en 1938.

Diplômé d'architecture de l'École nationale supérieure des beaux-arts de Paris en 1939, il est admis en 2ème classe le 10 juillet 1934, il obtient deux 3èmes médailles en construction et dessin ornemental, puis en 1ère classe le 4 novembre 1936, il obtient une 2ème médaille en projet rendu.
Toma Barbu Socolescu travaille avant et pendant ses études sur l'architecture intérieure du paquebot transatlantique Normandie en 1932-1935,, au sein de l'atelier de Roger-Henri Expert.
Ses premiers pas, dans les années 1940, se font aux côtés de son père Toma T. Socolescu avec lequel il travaille sur plusieurs projets dans le Judet de Prahova : plans d'un dépôt de locomotives à Ploiești ainsi que les plans de systématisation de Câmpina et Mizil,. Son premier engagement est celui d'assistant universitaire à l'Institut d'architecture Ion Mincu (Bucarest), dès 1939, une fonction qu'il exercera jusqu'en 1951,. Selon sa déclaration dans son dossier d'inscription de la Direction de l'enseignement supérieur en 1940, Il est alors en service militaire de 12 mois avec le grade de sous-lieutenant dans l'armée roumaine.
Il réalise toute la suite de sa carrière dans l'architecture industrielle et des grands bâtiments civils. De 1942 à 1945, il est architecte concepteur à la CAM ou Casa Autonomă a Monopolurilor al Regatului României, fonction qu'il assumera aussi de 1949 à 1951 à l'Institut de conception et de construction (IPC). Il devient architecte concepteur en chef à l'Institut de la conception pour les constructions industrielles (IPCI) de 1952 à 1958, tout en ayant une collaboration externe avec le ministère de l’Économie locale, en 1952, lors de laquelle il construit des cantines, habitations et pavillons administratifs. Il poursuit son expertise d'architecte concepteur en chef à l'Institut de la Conception pour les Raffineries Pétrolières ou Institutul de Proiectari pentru Instalatii Petroliere (en:IPIP SA) de 1958 à 1960. Enfin de 1960 à 1967, il exerce en tant qu'architecte conseiller à l'Institut de la conception pour les industries alimentaires (IPIA) ou Institutul de Proiectare al Industriei Alimentare,.
Il termine sa carrière comme professeur à l'École technique d'architecture et de construction des villes (Școala Tehnică de Arhitectură și Construcția Orașelor), à Bucarest, de 1967 à 1970,.
Barbu Socolescu réalise de nombreuses constructions industrielles, parmi lesquelles une grande usine de conserve à Ovidiu près de Constanța, de 1959 à 1965, site qui hébergera un peu plus tard la première usine Pepsi-Cola du pays,.
Peintre, il expose ses aquarelles lors d'une exposition organisée par l'Union des architectes de la république socialiste de Roumanie en 1954 à Bucarest,.

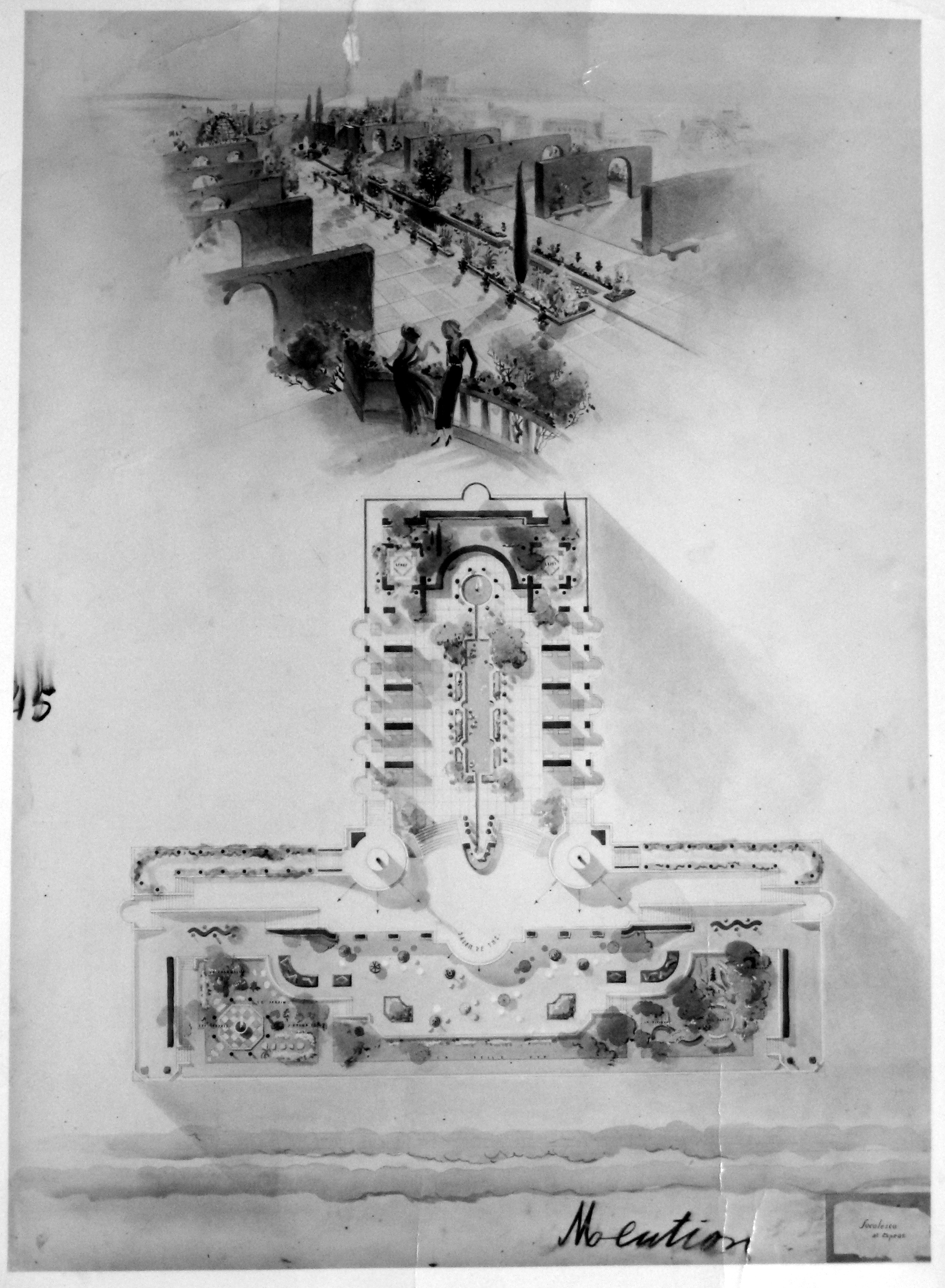
Dessin de Toma Barbu Socolescu (jardins) - 1re mention au Prix Delaon en 1938.

Toma Barbu fait une carrière plus modeste que ses capacités ne le laissait présager, subissant les persécutions politiques dont sa famille sera victime. La police politique roumaine le surveille pendant une bonne partie de sa carrière, comme elle le fit pour son père. Il est poursuivi pour manifestations hostiles à l'égard de l’État et convoqué plusieurs fois par la Securitate. N'étant pas considéré comme dangereux pour le régime, les poursuites n'auront aucune suite.

### Concours d'architecture
1. 1937 : Premier prix pour le concours d'esquisse d'un projet de casino décidé par la rafinerie Astra Română, à Ploiești, co-réalisé avec son père Toma T. Socolescu[2],[e 3].
2. Avril 1938 : 1re mention au concours Paul Delaon, Paris[1].
3. 1943 : Mention au concours du Groupement administratif des fabriques UCEA de Făgăraş[d 2].
4. 1964 : Prix de la Commission d'État de l'architecture et des constructions pour une fabrique de conserves de légumes à Ovidiu[d 3],[6],[e 2].

### Affiliations
Il est membre de plusieurs groupements d'architectes :
- Association des élèves et anciens élèves de l'École nationale et supérieure des beaux-arts ou Grande Masse de l'École des beaux-arts depuis 1932[1].
- Société des architectes diplômés par le gouvernement français (DPLG) à partir de 1939[1].
- Société des architectes certifiés et Corporation des architectes roumains en 1939[6].
- Société des architectes roumains de 1939 à 1946[6].
- Union des architectes de la république socialiste de Roumanie à partir de 1953[6].

### Généalogie
La famille Socol de Berivoiul Mare (ro), anciennement partie du territoire de Făgăraș ou Pays de Făgăraș, est une branche de la famille Socol de Munténie (Muntenia), qui a ses racines dans le județ de Dâmbovița.
Un 'Socol', grand boyard et gendre de Michel Ier le Brave (1557-1601), avait deux fondations religieuses dans le județ de Dâmbovița, encore existantes, celles de  Cornești et Răzvadu de Sus. Il fit construire leurs églises (ainsi qu'une autre église dans la banlieue de Târgoviște).
Ce boyard fut marié à Marula, fille de Tudora din Popești aussi appelée Tudora din Târgșor, sœur du Prince Antonie-Vodă. Marula fut reconnue par Mihai Viteazul comme sa fille illégitime, issue d'une liaison extra-maritale avec Tudora. Marula est enterrée dans l'église de Răzvadu de Sus, où, sur une dalle de pierre richement sculptée, son nom peut être lu.
Nicolae Iorga, le grand historien roumain et ami de Toma T. Socolescu, père de Barbu, a trouvé des ancêtres Socol parmi les fondateurs de la Ville de Făgăraș au XIIe siècle. En 1655, le Prince de Transylvanie Georges II Rákóczi anoblit un ancêtre de Nicolae G. Socol : « Ștefan Boier din Berivoiul Mare et par lui sa femme Sofia Spătar, son fils Socoly, ainsi que leurs héritiers et descendants de quelque sexe que ce soit, à être traités et considérés comme de véritables et indéniables NOBLES. », en remerciement pour ses offices de courrier du Prince dans les Carpates, fonction « qu'il a rempli fidèlement et avec constance pendant de nombreuses années, et surtout en ces temps orageux[..] »,. Vers 1846, cinq frères Socol viennent en Munténie, depuis Berivoiul Mare (ro), dans le territoire de Făgăraș.

« Cinq frères ont traversé les montagnes, tous bâtisseurs, venant de la région de Făgăraș, un village au pied des montagnes, Berivoiul mare (ro), où aujourd'hui encore le nom de Socol est répandu, et où l'on dit qu'un de leurs ancêtres serait venu de Munténie, à savoir de la région de Târgoviște, qui est le foyer de la famille Socol, étant jusqu'à aujourd'hui, près de Târgovişte, Valea lui Socol, ainsi que leurs deux églises fondatrices, à Răzvadu de Sus et à  Cornești,. »

 L'un de ces cinq frères est l'architecte  Nicolae Gh. Socol (?? - décédé en 1872). Il s'installa à Ploiești vers 1840-1845 et se nomma Socolescu. Marié avec Iona Săndulescu, issue de la banlieue Saint Spiridon (Sfântu Spiridon), il eut une fille (décédée en bas âge) et quatre garçons,, d'entre lesquels deux grands architectes : Toma N. Socolescu, ainsi que Ion N. Socolescu (ro). La lignée des architectes se prolonge avec Toma T. Socolescu, fils de Toma N. Socolescu, ainsi que son fils Barbu Socolescu.
l'historien, cartographe et géographe Dimitrie Papazoglu (ro) évoque, en 1891, la présence de boyards roumains du premier rang Socoleşti, à Bucarest, descendants de Socol de Dâmbovița. Enfin Constantin Stan fait également référence, en 1928, à l'origine précise de Nicolae Gheorghe Socol : 

« Au pied des Carpates, sur la rive droite du ruisseau du même nom, se trouve la commune de Berivoii-mari (ro) [...], l'un des plus anciens villages du foyer d'Olt [...]. Les habitants sont composés de serfs et d'anciens boyards. [...], et les familles de boyards roumains étaient : Socol, Boyer, Sinea et Răduleț, soldats ayant le privilège de garde-frontière.[...] La famille G. Streza Socol a donné naissance à Nicolae Socol, un architecte diplômé de Vienne, qui a mis pied à terre dans la ville de Ploeşti, avec plusieurs de ses frères vers le milieu du siècle dernier. »

## Réalisation architecturales
- Décoration intérieures du paquebot Normandie en 1936, sous la direction du professeur d'architecture Roger-Henri Expert[1],[e 1].

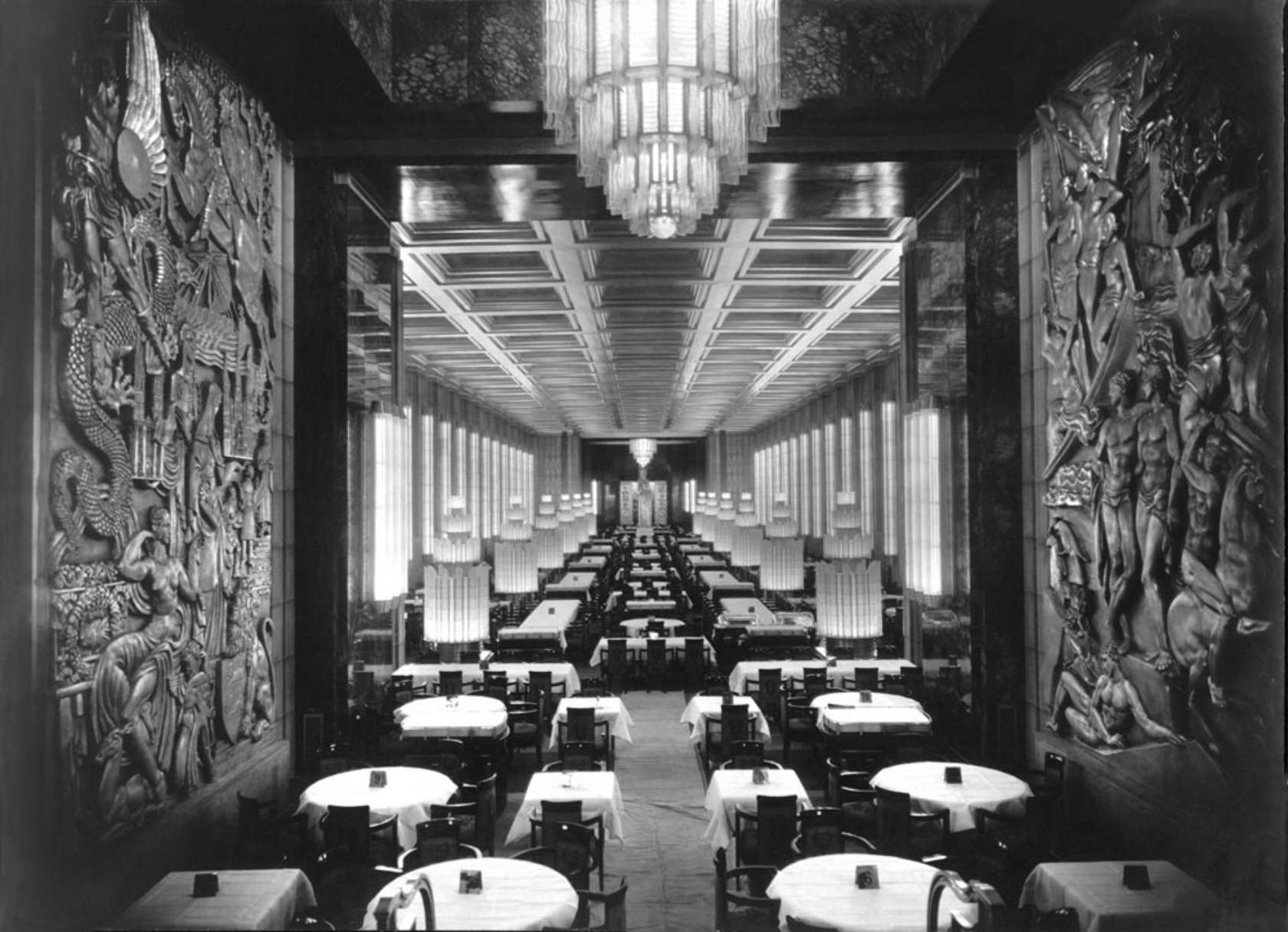
Intérieur du paquebot Normandie, 1935.

- Villa du Dr Gheorghiu à Breaza (Prahova), en 1940[1],[d 1].

### Constructions civiles et industrielles
La quasi totalité des projets réalisés par Barbu Socolescu se font dans le domaine industriel et particulièrement dans l'industrie agro-alimentaire,,,.
- Immeuble de logement des employés de la mine de sel de Slănic (Salina Slănic), Județ de Prahova, en 1942.
- Ensemble social et cantine de la commune de Ghimpați, Județ de Giurgiu, en 1942.
- Halle de fabrication et de dépôt de fermentation des tabacs de la Casa Autonomă a Monopolurilor al Regatului României[4], à Râmnicu Sărat, Județ de Buzău et à Târgu Jiu, Județ de Gorj, en 1943.
- Dépôt de sel à Ocna Mureș, Județ d'Alba, en 1943.
- Locaux administratifs, logements de fonction et dépôts de la 'Casa Autonomă a Monopolurilor al Regatului României[4] à Fălticeni, Județ de Suceava, en 1943.
- Fabrique d'huile à Craiova, Județ de Dolj, en 1949.
- Fabrique de ciment de Bicaz, Județ de Neamț en 1951.
- Divers ouvrages pour les cimenteries Medgidia, Județ de Constanța et Fieni, Județ de Dâmbovița : atelier mécanique, réservoir de pâte de ciment, cantine, pavillon administratif, en 1951.
- Un abattoir à Ploiești, Județ de Prahova, en 1958.
- Une fabrique de conserve à Tecuci, Județ de Galați (Moldavie roumaine), en 1958[e 7].
- Plusieurs autres constructions industrielles jusqu'en 1966, dont la grande fabrique de conserves de légumes Ovidiu (devenue Munca Ovidiu) à Ovidiu, Județ de Constanța près de Constanța en 1962[d 3]. Le projet s'étale en réalité entre 1955 et 1966. L'usine s'agrandit en effet, à partir de 1966, pour accueillir une chaîne d'embouteillage Pepsi-Cola[11],[d 1], l'une des deux seules unités de production du pays, l'autre étant située à Bucarest. La manufacture fit faillite en 2005 et fut liquidée[12]. Toute l'usine a été vidée de ses machines-outils, seuls restent encore bien reconnaissables (en avril 2024) le bâtiment et ses structures métalliques, malgré des agrandissements et modifications. Elle est située dans un carré délimité par la strada Tulcea et la strada Intrarea petrolului.

## Projets d'architecture conçus mais non exécutés

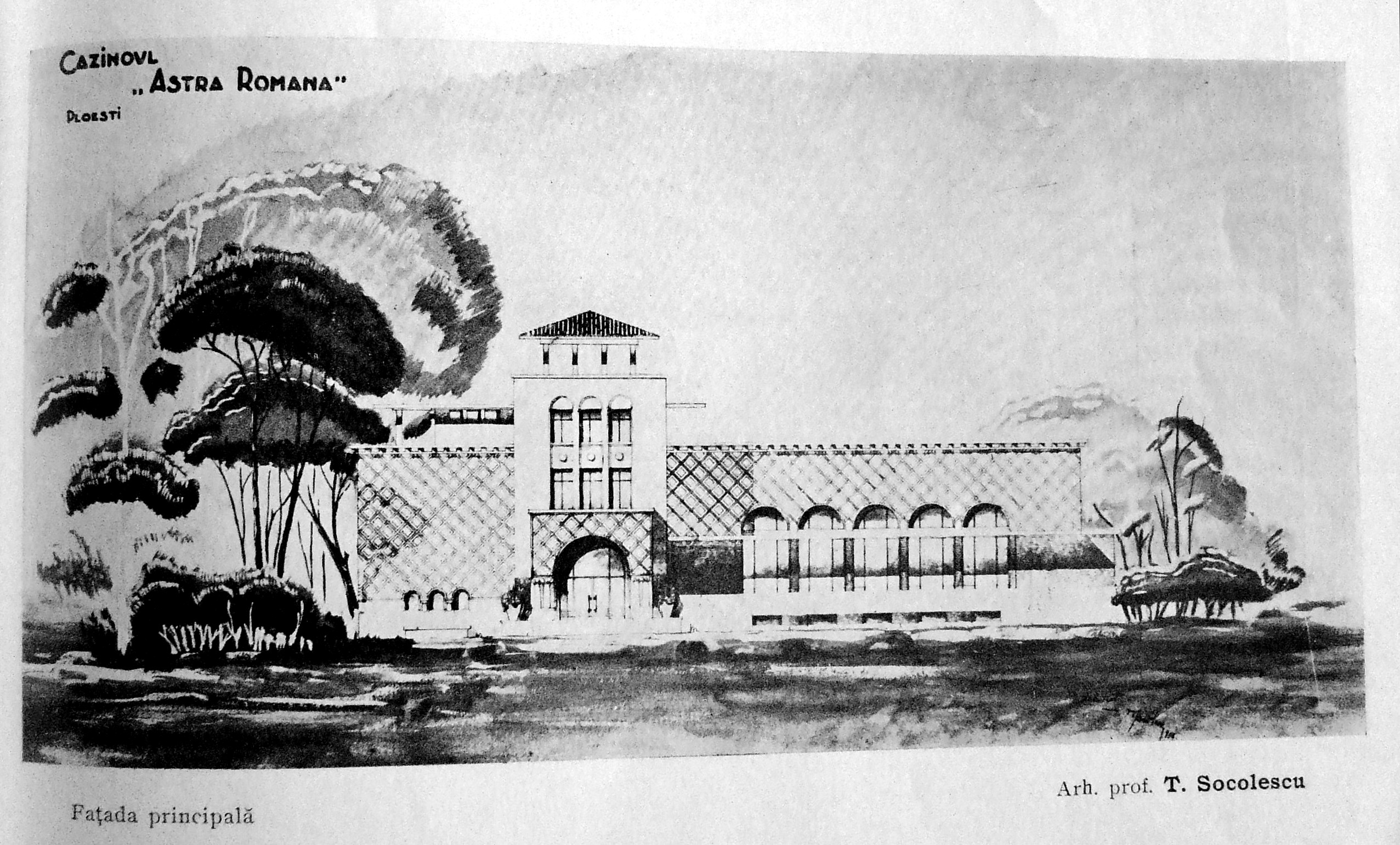
Esquisse d'un projet de casino pour la rafinerie Astra Romana par Toma T. & Toma Barbu Socolescu, Ploiești, Roumanie, 1937

- Casino de la Rafinerie Astra, Ploieşti, réalisé conjointement avec son père Toma T. Socolescu, en 1937[2],[e 3].
- Eglise orthodoxe de Predeal en 1956 ou 1957, aussi réalisé conjointement avec son père Toma T. Socolescu[b 5],[e 8].

## Autres sources
- Archives de l'UAR (Union des architectes de Roumanie) - Archives documentaires de l'UAR (consultables sur place sur demande), Bucarest.
- Archives de l'école des Beaux Arts de Paris / AGORHA - Plateforme de données de la recherche de l'Institut national d'histoire de l'art / Dictionnaire des élèves architectes de l’École des beaux-arts de Paris (1800-1968) - Base de donnée du dictionnaire, Paris.
- (ro) Bibliothèque de l'Université d'architecture et d'urbanisme Ion Mincu, Bucarest.
- Archives de la famille Socolescu (Paris, Bucarest) dont un fonds photographique.